# バッド・ムーン・ライジング (曲)
「バッド・ムーン・ライジング」（Bad Moon Rising）は、クリーデンス・クリアウォーター・リバイバルが1969年に発表した楽曲。
ローリング・ストーンの選ぶオールタイム・グレイテスト・ソング500（2010年版）では364位にランクされている。

## 概要
ウィリアム・ディターレ監督の1941年の映画『悪魔の金（The Devil and Daniel Webster）』を見たあとにジョン・フォガティは本作品を書いた。フォガティは、ハリケーンのシーンがきっかけとなって曲が生まれたといい、「いつか我々に訪れるであろう終末」についての歌だと述べている。
1969年3月にサンフランシスコのウォーリー・ハイダー・スタジオで録音され、同年4月にシングルA面として発売された。その後、同年8月発売の3枚目のアルバム『Green River』に収録された。
ビルボード・Hot 100で2位、イギリスで1位、アイルランドで1位、カナダで5位、西ドイツで4位、ノルウェーで3位、スイスで9位を記録した。ビルボードの1969年年間チャートの24位を記録し、プラチナディスク、ゴールドディスクを獲得した。
『Live in Europe』（1973年発売）、『The Concert』（1980年発売、演奏は1970年）、『Live at Woodstock』（2019年発売、演奏は1969年）などのアルバムにライブ・バージョンが収録されている。
『狼男アメリカン』（1981年）、『再会の時』（1983年）、『トワイライトゾーン/超次元の体験』（1983年）、『マイ・ガール』（1991年）、『元大統領危機一発 プレジデント・クライシス』（1996年）、『ブレイド』（1998年）、『メラニーは行く!』（2002年）、『チアガール VS テキサスコップ』（2005年）、『キングコング:髑髏島の巨神』（2017年）などの映画で使用された。
2020年3月24日、新型コロナウイルスの流行により各国で外出禁止の措置がなされる中、フォガティは自宅で撮影したライブ演奏を配信した。家にとどまることと手を洗うことを訴え、「雨を見たかい」、「バッド・ムーン・ライジング」、「光りある限り」の3曲を演奏した。